# Jarmo Myllys
Jarmo Pentti Kalevi Myllys (ur. 29 maja 1965 w Savonlinna) – fiński hokeista, reprezentant Finlandii, trzykrotny medalista olimpijski.

## Kariera
- SaPKo (1980-1983)
- Ilves (1983-1986)
- Lukko (1986-1988)
- Minnesota North Stars (1988-1991)
- Kalamazoo North Stars (1988-1991)
- San Jose Sharks (1991-1992)
- Kansas City Blades (1991)
- KooKoo (1992-1993)
- Lukko (1993-1994)
- Luleå (1994-2001)
- Blues (2001-2003)
- SaiPa (2003-2004)
- HV71 (2004)
- SaiPa (2004-2005)

Wychowanek klubu SaPKo. Rozegrał 10 sezonów w fińskiej SM-liiga, 9 sezonów w szwedzkiej Elitserien, a ponadto 39 meczów w NHL (w latach 1988-1992, gdy przebywał w USA, grał głównie w lidze IHL).
Był wielokrotnym reprezentantem Finlandii. W wieku juniorskim wystąpił na mistrzostwa Europy do lat 18 (1983) oraz na mistrzostwach świata do lat 20 (1984, 11985). W kadrze seniorskiej uczestniczył w turniejach Canada Cup 1987, mistrzostw świata w 1987, 1994, 1995, 1996, 1997, 1998, 2001, zimowych igrzysk olimpijskich w 1988, 1994, 1998, oraz Pucharu Świata 1996.
W trakcie kariery określany pseudonimem Jamo.

## Sukcesy i wyróżnienia
Reprezentacyjne
- Srebrny medal mistrzostw Europy juniorów do lat 18: 1983
- Srebrny medal mistrzostw świata juniorów do lat 20: 1984
- Srebrny medal zimowych igrzysk olimpijskich: 1988
- Brązowy medal zimowych igrzysk olimpijskich: 1994, 1998
- Srebrny medal mistrzostw świata: 1994, 1998, 2001
- Złoty medal mistrzostw świata: 1995

Klubowe
- Złoty medal mistrzostw Finlandii: 1985 z Ilves
- Srebrny medal mistrzostw Finlandii: 1988 z Lukko
- Brązowy medal mistrzostw Finlandii: 1994 z Lukko
- Złoty medal mistrzostw Szwecji: 1996 z Luleå, 2004 z HV71
- Srebrny medal mistrzostw Szwecji: 1997 z Luleå

Indywidualne
- Mistrzostwa Europy juniorów do lat 18 w hokeju na lodzie 1983:
  - Najlepszy bramkarz turnieju[2]
  - Skład gwiazd turnieju
- SM-liiga 1987/1988:
  - Trofeum Urpo Ylönena - najlepszy bramkarz sezonu
  - Kultainen kypärä (Złoty Kask) - nagroda dla najbardziej wartościowego zawodnika
  - Skład gwiazd
- IHL 1989/1990:
  - Drugi skład gwiazd
- IHL 1990/1991:
  - Drugi skład gwiazd
- SM-liiga 1993/1994:
  - Skład gwiazd
- Mistrzostwa Świata w Hokeju na Lodzie 1995:
  - Najlepszy bramkarz turnieju
- Elitserien 1996/1997:
  - Pierwsze miejsce w klasyfikacji średniej goli straconych na mecz
  - Pierwsze miejsce w klasyfikacji skuteczności interwencji
  - Guldhjälmen - nagroda dla najbardziej wartościowego zawodnika
- Mistrzostwa świata w 1997:
  - Pierwsze miejsce w klasyfikacji średniej goli straconych na mecz
- Elitserien 1999/2000:
  - Strzelec gola jako bramkarz
  - Skład gwiazd
- Elitserien 2000/2001:
  - Strzelec gola jako bramkarz

Wyróżnienia
- Galeria Sławy fińskiego hokeja na lodzie: 2009
- Jego numer 35 został zastrzeżony przez klub Luleå HF dla hokeistów zespołu.